# 短鬚金線魮
短鬚金線魮，又稱短鬚金線䰾（学名：Sinocyclocheilus brevibarbatus）为輻鰭魚綱鯉形目鲤科金線魮屬的其中一種。分布於亞洲中國廣西壯族自治區都安瑤族自治縣高嶺鎮地下河流域，本魚體側扁，背部隆起，頭部扁平成鴨嘴狀，眼中等，口亞下位，具觸鬚2對，體被鱗片，側線完整，側線鱗45-50枚，背鰭鰭條7枚，後端變硬，臀鰭軟條5枚，脊椎骨37-38個，胸鰭長於腹鰭起點，尾鰭叉形，體色淡粉紅色，部分個體體側具有不規則的褐色斑塊，體長可達16.8公分，棲息在地下溪流底中層水域，生活習性不明。

## 扩展阅读
維基物種上的相關：短鬚金線魮